# Marie Gabriele, hertuginde i Bayern
Marie Gabriele, hertuginde i Bayern (Marie Gabriele Mathilde Isabelle Therese Antoinette Sabine) (født 9. oktober 1878 på Tegernsee Slot, død 24. oktober 1912 i Sorrento syd for Napoli i Syditalien) var Bayerns sidste kronprinsesse, og hun var  gift med  Rupprecht, kronprins af Bayern (1869–1955). Hun var født med titlen hertuginde i Bayern.

## Forældre
Hertuginde Marie Gabriele var datter af øjenlægen Karl Theodor, hertug i Bayern og datterdatter af kong Mikael 1. af Portugal. Hun var søster til dronning Elisabeth af Belgien og svigerinde til kong Albert 1. af Belgien.

## Børn
Kronprins Rupprecht og kronprinsesse Marie Gabrielle fik fem fælles børn:
- Luitpold (8. maj 1901 – 27. august 1914), døbt Luitpold Maximilian Ludwig Karl von Bayern
- Irmingard (21. september 1902 – 21. april 1903), døbt Irmingard Maria Therese José Cäcilia Adelheid Michaela Antonia Adelgunde von Bayern
- en datter (født og død 1903)
- Albrecht (3. maj 1905 – 8. juli 1996), døbt Albrecht Luitpold Ferdinand Michael von Bayern. Arveprins Albrecht blev far til tronprætendenten hertug Franz (født 1933) og til Max Emanuel, hertug i Bayern (født 1937). Arveprins Albrecht har ingen arveberettigede børnebørn. Det forventes, at en efterkommer af Albrechts yngre halvsøster Irmingard på et tidspunkt bliver tronprætendent.
- Rudolf (30. maj 1909 – 26. juni 1912), døbt Rudolf Friedrich Rupprecht von Bayern

I 1921 giftede Kronprins Rupprecht sig med en datter af storhertug Vilhelm 4. af Luxembourg (en yngre søster til storhertuginderne Marie-Adélaïde af Luxembourg og Charlotte af Luxembourg). I dette ægteskab blev der født seks børn. 